# Otrog Novatorov
Otrog Novatorov (Transliteration von russisch Отрог Новаторов Otrog Nowatorow) ist ein Gebirgskamm im ostantarktischen Coatsland. Er erstreckt sich vom Nunatak Gora Stahanova in den Read Mountains der Shackleton Range in östlicher Richtung. 
Russische Wissenschaftler benannten ihn. Der weitere Benennungshintergrund ist nicht überliefert.